# Klucz obcy
Klucz obcy – kombinacja jednego lub wielu atrybutów tabeli, które wyrażają się w dwóch lub większej liczbie relacji (tabel). Wykorzystuje się go do tworzenia powiązania pomiędzy parą tabel, gdzie w jednej tabeli ten zbiór atrybutów jest kluczem obcym, a w drugiej kluczem głównym.
Np. Jeśli w bazie "Firma" są tabele:
```
Oddział (id_oddziału, miejscowość, telefon, ...)
Pracownik (id_pracownika, imię, nazwisko, id_oddziału, ...)
```

to kolumna Pracownik.id_oddziału mogłaby być kluczem obcym wiążącym tę tabelę z tabelą oddział kolumną Oddział.id_oddziału będącą w niej kluczem głównym.